# Simeis 147
Simeis 147 (nota anche come Sh2-240 o Nebulosa Spaghetti) è un celebre resto di supernova visibile nella costellazione del Toro, al confine con l'Auriga.
La nebulosa si presenta sotto forma di delicatissimi filamenti, più densi nel lato sud-orientale e molto più rarefatta in quello occidentale; sono stati creati da un'antica supernova esplosa a circa 1470 parsec (4800 anni luce) dal Sole, sul Braccio di Perseo. Se le misure di distanza sono corrette, l'oggetto avrebbe una dimensione reale di ben 160 anni luce. La supernova sarebbe esplosa circa 40.000 anni fa, lasciando verso l'angolo meridionale dell'oggetto una pulsar; la stella che ha originato quest'oggetto probabilmente era una membro dell'associazione Auriga OB1 ed era quindi legata all'ammasso aperto M36, dal quale sarebbe sfuggito prima di terminare il suo ciclo vitale.
Stime precedenti sulla sua distanza avevano fornito un valore di 800 parsec (circa 2600 anni luce), collocandolo così all'interno del Braccio di Orione.
Quest'oggetto costituisce una vera sfida per gli astrofili: essendo una delle nebulose più deboli del cielo, in un piccolo telescopio non si vede affatto, mentre può iniziare ad intravedersi qualche sua parte in uno strumento di diametro molto grande. Le foto a lunga posa o il CCD possono invece rivelare quasi tutte le sue caratteristiche. La sua posizione in cielo è invece molto facile da individuare, trovandosi infatti circa quattro gradi a sud-est della stella β Tauri, o anche cinque gradi a nord della ζ Tauri.

### Opere generali
- A. De Blasi, Le stelle: nascita, evoluzione e morte, Bologna, CLUEB, 2002, ISBN 88-491-1832-5.

### Carte celesti
- Tirion, Rappaport, Lovi, Uranometria 2000.0 - Volume II - The Southern Hemisphere to +6°, Richmond, Virginia, USA, Willmann-Bell, inc., 1987, ISBN 0-943396-15-8.
- Tirion, Sinnott, Sky Atlas 2000.0, 2ª ed., Cambridge, USA, Cambridge University Press, 1998, ISBN 0-933346-90-5.
- Tirion, The Cambridge Star Atlas 2000.0, 3ª ed., Cambridge, USA, Cambridge University Press, 2001, ISBN 0-521-80084-6.